# Heilige Geestkapel (Aalst)

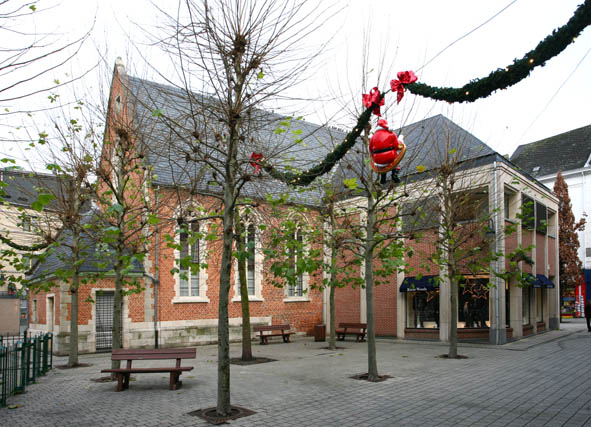
Heilige Geestkapel

De Heilige Geestkapel is een voormalige kapel en gebouwencomplex in de Oost-Vlaamse stad Aalst, gelegen aan  't Maegelijn 1 en de Kattestraat 32-34.

## Geschiedenis
Oorspronkelijk was dit een godshuis, de Tafel van de Heilige Geest en na 1531 ook Armentafel genaamd. Het werd in 1368 gesticht. De huidige kapel stamt van 1470. In 1582 werd ze door de Geuzen geplunderd en twee jaar later opnieuw ingewijd.
Begin 20e eeuw werd de kapel naar neogotische trant ingericht. In de 2e helft van de 20e eeuw werd dit alles weer verwijderd. Het meubilair van de kapel, waaronder een 17e-eeuws tabernakel en een 18e-eeuwse communiebank, werd overgebracht naar het Stedelijk Museum. De kapel ging, evenals de aanpalende gebouwen, winkels en bedrijven huisvesten.
In 1716-1718 werd links van de kapel een meisjesweeshuis, het Maegelijn, gebouwd. Dit werd afgebroken. Dan was er nog het Heilige Geesthuis, dat in 1841 werd gesloopt.